# Mont Mayapay
 (octobre 2014).
Le mont Mayapay, situé sur l'île philippine de Mindanao, culmine à 675 mètres d'altitude. Il se trouve sur le territoire de la ville de Butuan.

## Géographie

### Situation
La montagne est située à l'extrême ouest du territoire de Butuan, près de la limite avec Buenavista.

### Panorama
De par sa position, relativement isolée au milieu d'une plaine et de collines, cette montagne, pourtant d'une altitude modeste, offre un panorama important sur les alentours.
Depuis le sommet, on a une vue panoramique sur la ville de Butuan, le fleuve Agusan, la baie de Butuan et le mont Hilong-Hilong.

## Accès
Il n'existe pas de chemin pour accéder au sommet. L'ascension se fait donc à travers un couvert végétal dense.